# Mido Hamada
Mido Hamada (Il Cairo, 1971) è un attore egiziano naturalizzato tedesco.

## Biografia
Da giovane si trasferì con la famiglia in Germania e studiò alla American Embassy School e in seguito alla Oxford School of Drama.
Ha debuttato come attore nel 2002 ed ha preso parte ad alcuni film, tra cui Unknown - Senza identità.
Parla tedesco, inglese e arabo e vive a Londra dal 2007.

## Filmografia parziale

### Cinema
- Sky Captain and the World of Tomorrow , regia di Kerry Conran (2004)
- Unknown - Senza identità (Unknown), regia di Jaume Collet-Serra (2011)
- American Sniper, regia di Clint Eastwood (2014)

### Televisione
- 11 settembre - Tragedia annunciata (The Path to 9/11), regia di David L. Cunningham – miniserie TV (2006)
- State of Mind – serie TV, 8 episodi (2007)
- 24 – serie TV, 10 episodi (2010)
- Terra Nova – serie TV, episodio 1x01 (2011)
- I sussurri del deserto (Die Wüstenärztin) - film TV (2012)
- Emerald City - miniserie TV (2017)
- Veronica Mars – serie TV, 6 episodi (2019)
- Fondazione (Foundation) – serie TV, 5 episodi (2021)
- Red Eye - serie TV, 6 episodi (2024)

## Doppiatori italiani
Nelle versioni in italiano delle opere in cui ha recitato, Mido Hamada è stato doppiato da:
- Fabio Boccanera in Terra Nova, Veronica Mars
- Alberto Angrisano in Fondazione, Red Eye
- Massimo Rossi in 11 settembre - Tragedia annunciata
- Achille D'Aniello in NCIS - Unità anticrimine
- Luigi Ferraro in 24
- Vittorio De Angelis in Unknown - Senza identità
- Gabriele Sabatini in NCIS: Los Angeles
- Marco Vivio in Mammals
- Emiliano Ragno in FBI: International